# Eritrichium canum
Eritrichium canum är en strävbladig växtart som först beskrevs av George Bentham, och fick sitt nu gällande namn av Kitamura. Eritrichium canum ingår i släktet Eritrichium och familjen strävbladiga växter.

## Underarter
Arten delas in i följande underarter:
- E. c. fruticulosum
- E. c. patens
- E. c. spathulatum

## Bildgalleri

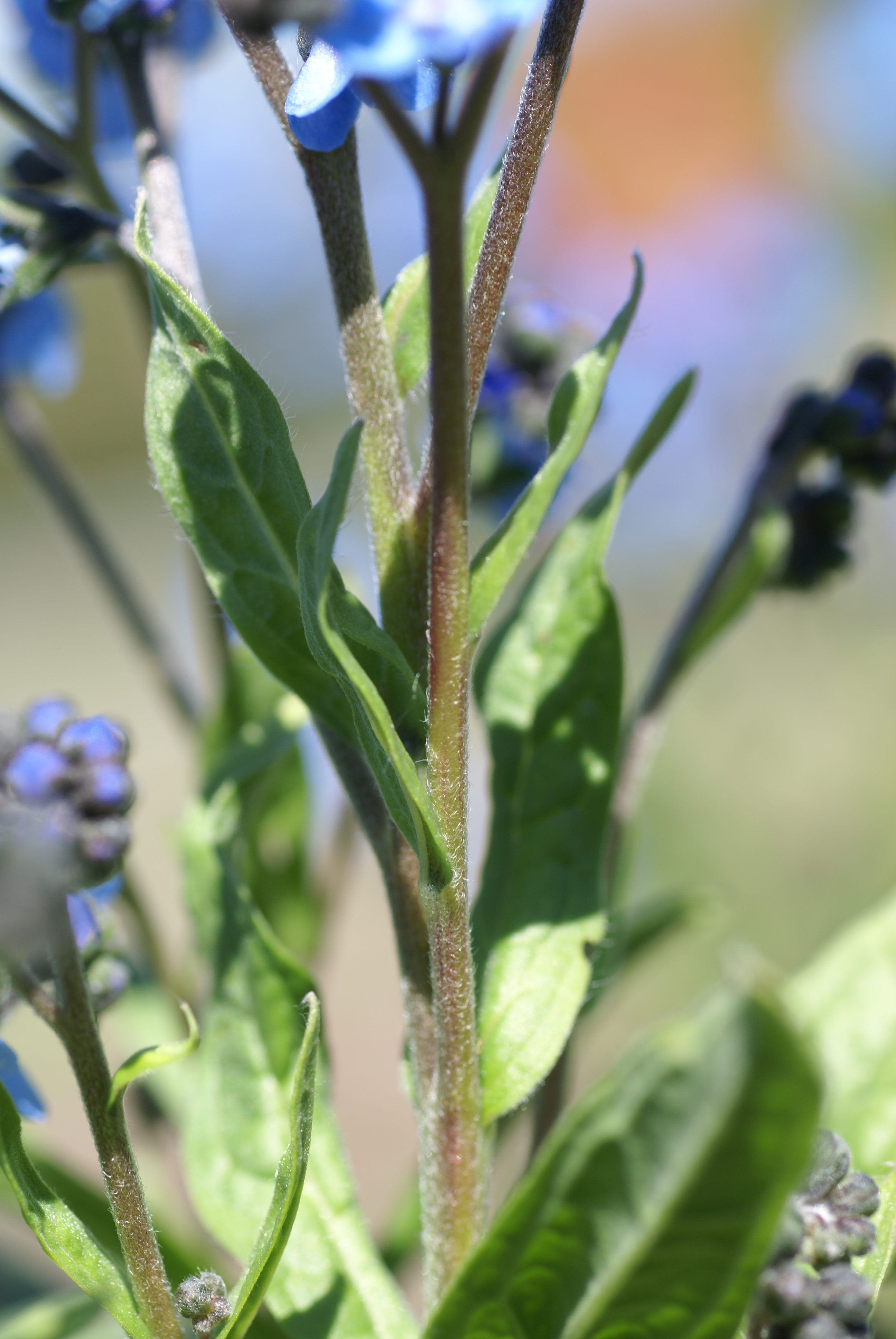
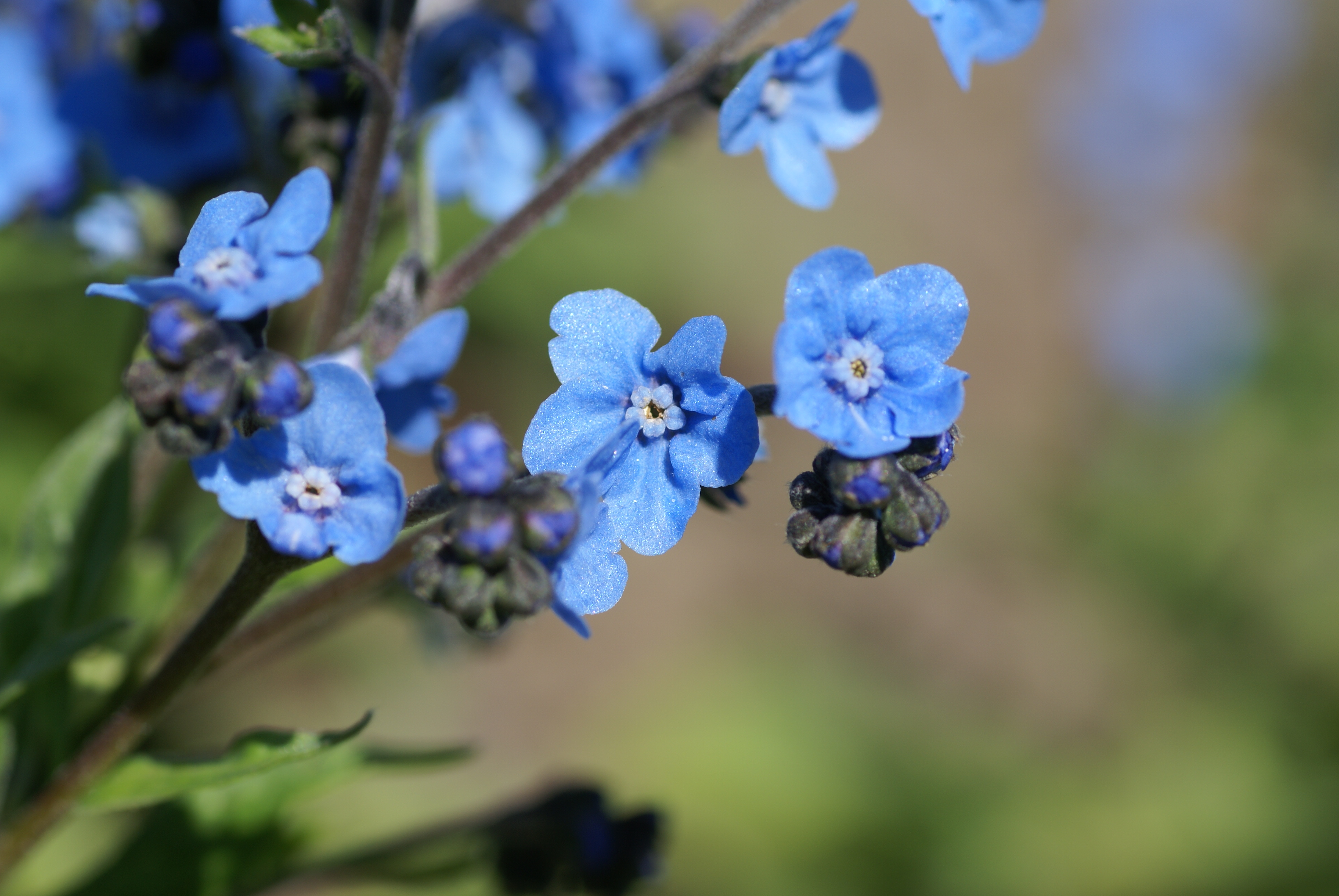
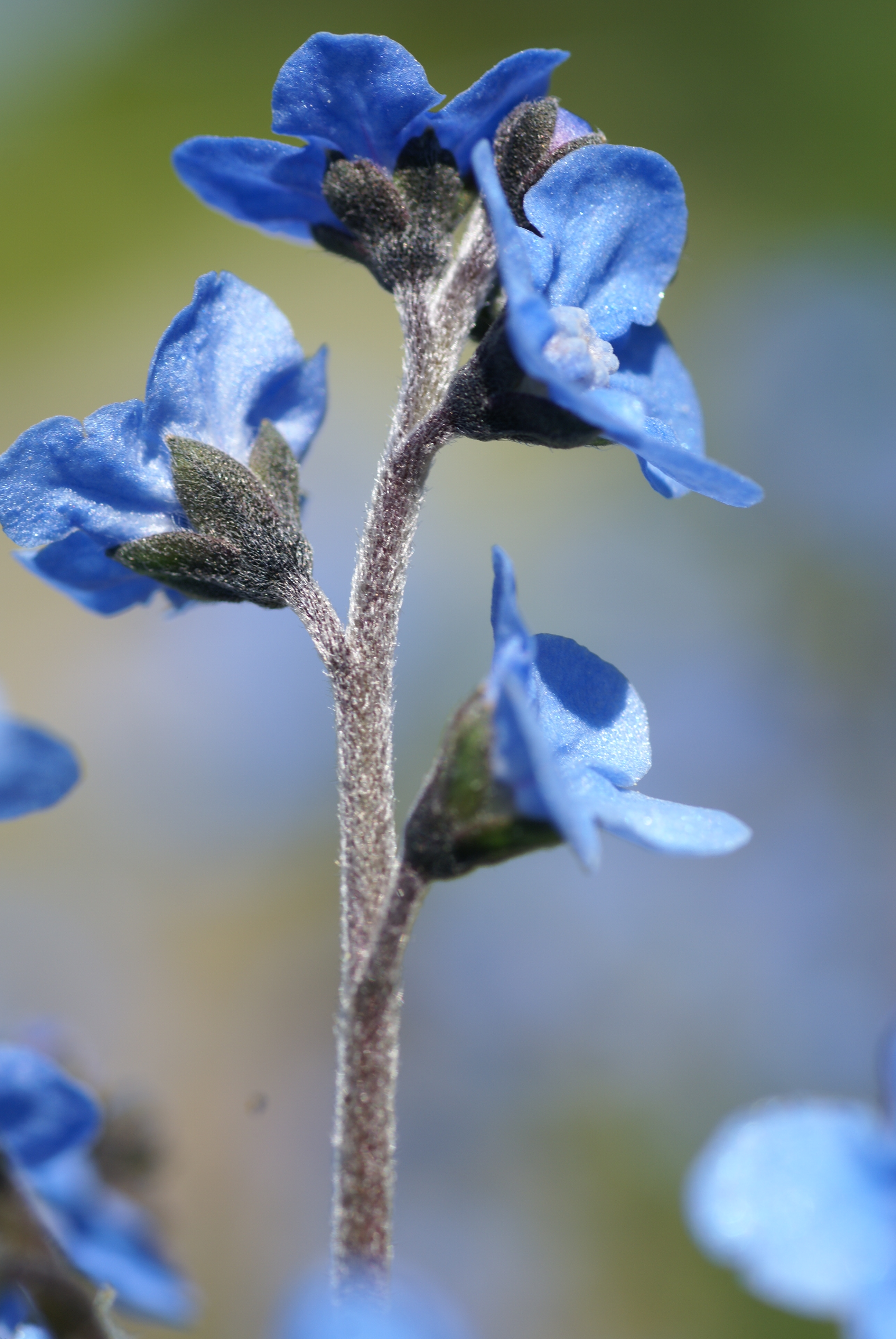
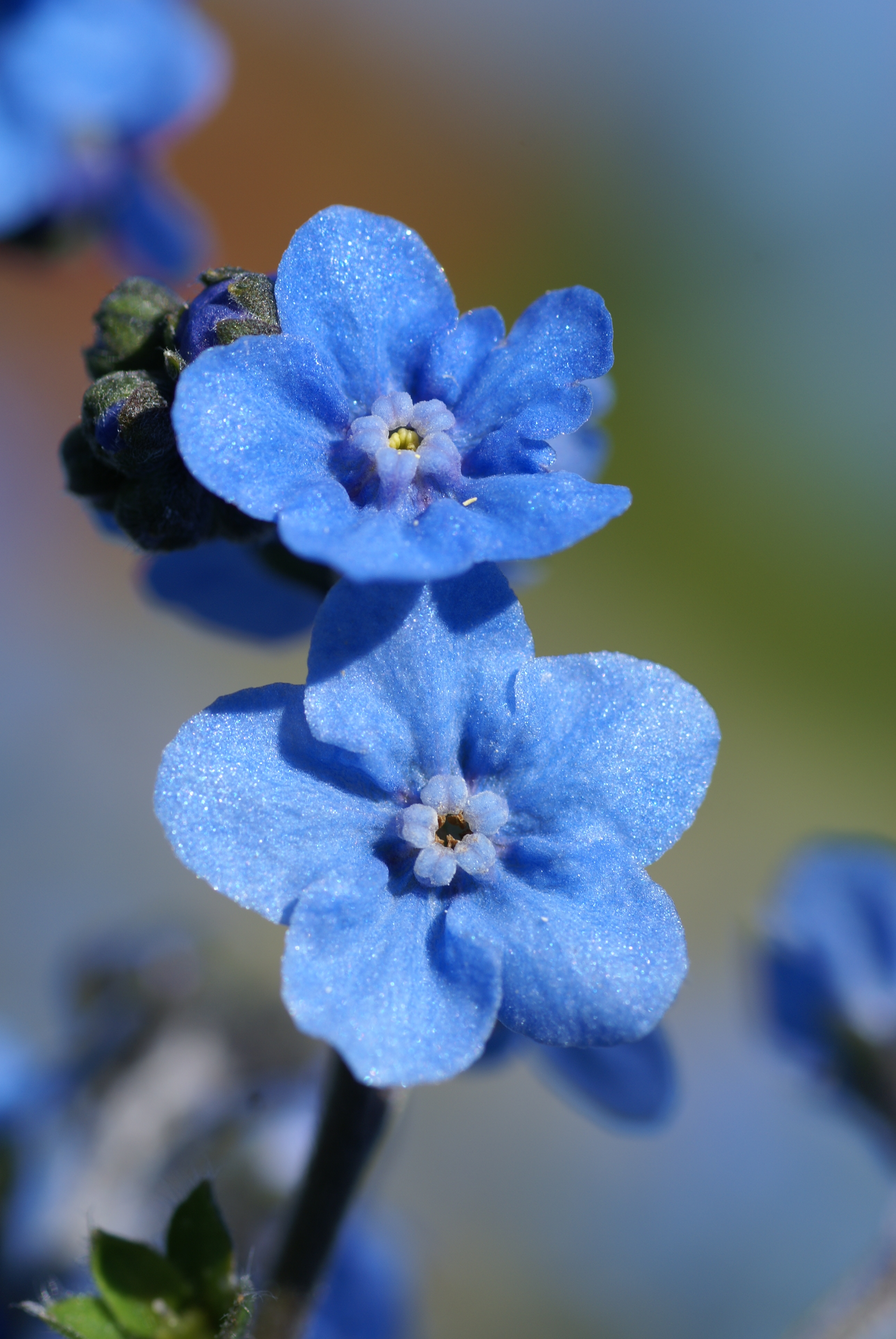
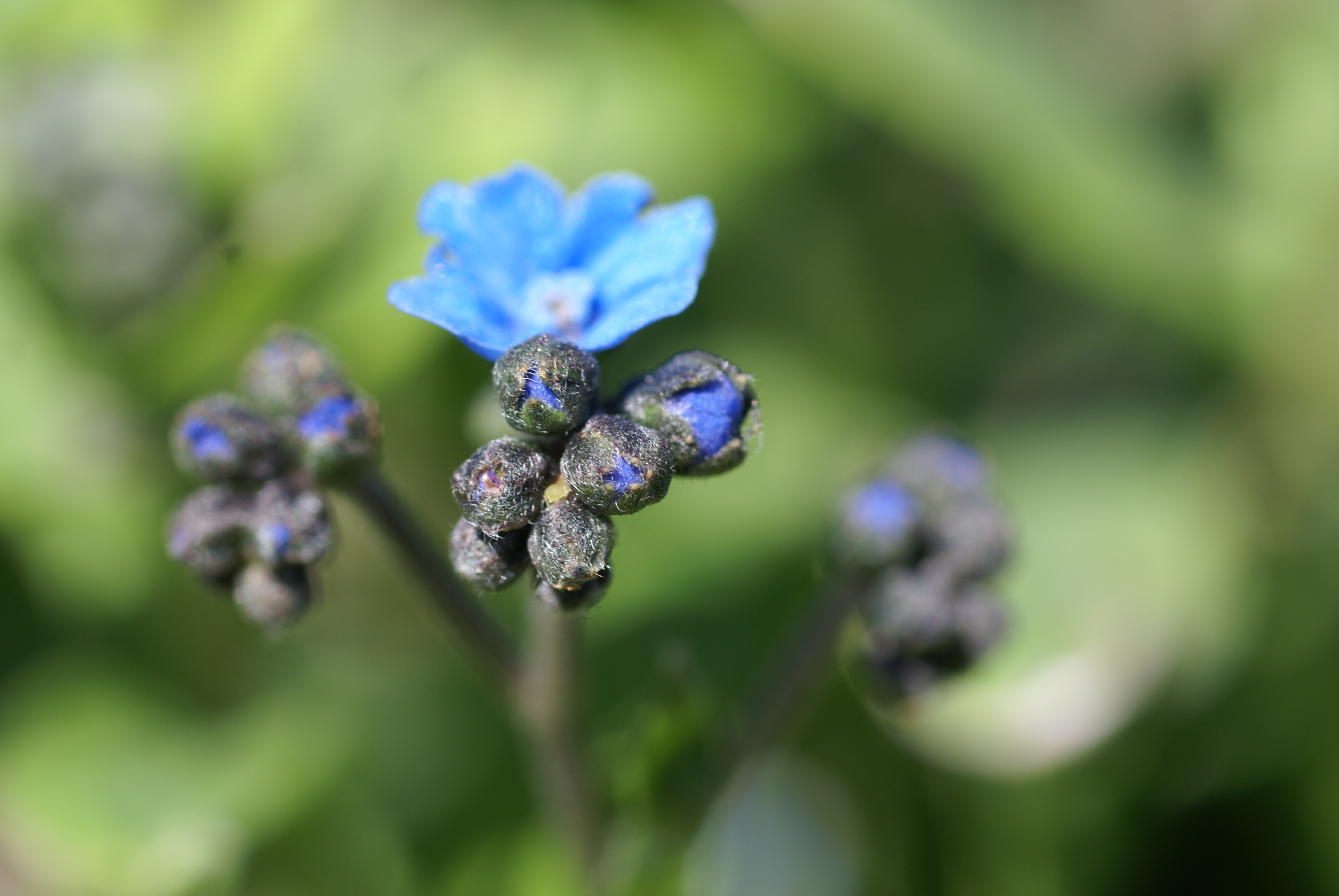